# ملاکایوو
ملاکایوو (به لاتین: Mullakayevo) یک منطقهٔ مسکونی در روسیه است که در باشقیرستان واقع شده‌است.